# Colleyville
Colleyville és una població dels Estats Units a l'estat de Texas. Segons el cens del 2000 tenia 19.636 habitants.

## Demografia
Segons el cens del 2000, Colleyville tenia 19.636 habitants, 6.406 habitatges, i 5.823 famílies. La densitat de població era de 579,2 habitants/km².
Dels 6.406 habitatges en un 49,8% hi vivien nens de menys de 18 anys, en un 85,4% hi vivien parelles casades, en un 4,1% dones solteres, i en un 9,1% no eren unitats familiars. En el 7,7% dels habitatges hi vivien persones soles l'1,9% de les quals corresponia a persones de 65 anys o més que vivien soles. El nombre mitjà de persones vivint en cada habitatge era de 3,06 i el nombre mitjà de persones que vivien en cada família era de 3,24.
Per edats la població es repartia de la següent manera: un 31,6% tenia menys de 18 anys, un 4,4% entre 18 i 24, un 26,1% entre 25 i 44, un 32,2% de 45 a 60 i un 5,6% 65 anys o més.
L'edat mediana era de 40 anys. Per cada 100 dones de 18 o més anys hi havia 96,7 homes.
Entorn de l'1,2% de les famílies i l'1,4% de la població estaven per davall del llindar de pobresa.

## Poblacions més properes
El següent diagrama mostra les poblacions més properes.